# Charles Graeffe
 (décembre 2024).
Si vous disposez d'ouvrages ou d'articles de référence ou si vous connaissez des sites web de qualité traitant du thème abordé ici, merci de compléter l'article en donnant les références utiles à sa vérifiabilité et en les liant à la section « Notes et références ».
Charles Graeffe né Karl Graeffe ou Karl Gräffe naît le 26 juillet 1824 à Hückeswagen en province de Rhénanie et mort le 30 avril 1908 à Bruxelles, est un entrepreneur belge.

## Jeunesse
Karl Graeffe est né dans une famille de drapiers allemands. À vingt ans, il s'installe à Bruxelles et commence à se faire appeler Charles. Il travaille comme employé de banque et épouse Dorothea (Dora) Taaks. Attiré par la prédication de Léonard Anet, pasteur de l'Église Protestante de l'Observatoire, il s'engage davantage dans ses valeurs chrétiennes. Karl Graeffe fut en Belgique un des promoteurs de l'observation du repos dominical. C'est à son instigation que se tint un Congrès pour l'observation du dimanche dans la capitale belge. Il entretint une nombreuse correspondance avec plusieurs sénateurs français et Mgr Charles-François Turinaz, évêque de Nancy. Pendant les épidémies qui sévissaient périodiquement à Bruxelles, il n'hésita pas à prodiguer ses soins aux malades et à soutenir les grévistes lors de conflits sociaux.

## Fondateur de l'Union chrétienne de jeunes gens de Bruxelles (YMCA)
Charles Graeffe fonde avec quelques amis (Philippe Hoyois, Adolphe Nett, etc.) de sa paroisse la première Union chrétienne de jeunes gens (UCJG) de Bruxelles (mouvement de jeunesse international connu sous le nom de YMCA)

## L'histoire de lacassonade Graeffe
La naissance de son huitième enfant le fait aspirer à un meilleur gagne-pain. Graeffe, alors âgé de 40 ans, démarre une petite usine de sucre, à Bruxelles en 1859, avant de déménager à Molenbeek, rue de Manchester. Un pari, car l'industrie sucrière n'est pas encore très développée. Deux ans plus tard, en 1866, il est au bord de la faillite. Mais Graeffe ne baisse pas les bras.
Il est célèbre pour sa cassonade Graeffe qui est la première cassonade issu de betteraves (dès lors appelée vergeoise en France).
Les autres industriels se moquent de lui. Car cet entrepreneur visionnaire est partisan du congé dominical et il rend visite à ses ouvriers malades pendant les épidémies de choléra et de variole. Pire encore : il les soutient même pendant les grèves pour de meilleures conditions de travail, déclarant : « Je sais que les travailleurs ont une vie bien plus dure que la mienne. »
Lorsqu'il atteint l'âge de 70 ans, en patriarche il se retire de la gestion quotidienne de l'entreprise et ses fils reprennent le flambeau. Mais Karl Graeffe (devenu entre-temps Charles Graffe) continue à suivre les affaires de près. Il meurt à l'âge de 84 ans sur le chemin de l'usine, renversé par une voiture.
Les fils Graeffe sont économes. Ils investissent rarement, mais quand ils décident de le faire, ils ne regardent pas à un franc. En témoigne le procédé révolutionnaire élaboré dans leur usine flambant neuve. La raffinerie Graeffe produit un sucre de qualité qui suscite la jalousie de tous ses concurrents.
La Première Guerre mondiale et le décès des descendants font en sorte que la troisième génération Graeffe est la dernière. En 1929, l'entreprise devient une société anonyme.
Les problèmes surgissent à nouveau avec la Seconde Guerre mondiale. L'âge d'or de l'entreprise Graeffe est bel et bien révolu.
En 1953, l'entreprise est rachetée par la Raffinerie Tirlemontoise. Consciente de la valeur sentimentale de la cassonade pour le consommateur, la Raffinerie décide de ne pas modifier le nom. La cassonade Graeffe reste, à ce jour, un produit connu et populaire.